# Caesalpinia barahonensis
Caesalpinia barahonensis är en ärtväxtart som beskrevs av Ignatz Urban. Caesalpinia barahonensis ingår i släktet Caesalpinia och familjen ärtväxter. Inga underarter finns listade i Catalogue of Life.